# Lovisa av Mecklenburg-Schwerin

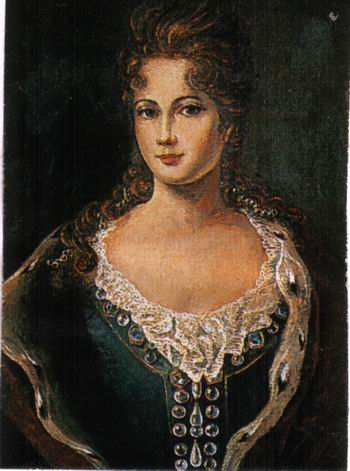
Lovisa av Mecklenburg-Schwerin

Lovisa av Mecklenburg-Schwerin, född 6 maj 1685 i Grabow, död 29 juli 1735 i Schwerin, var preussisk drottning 1708–1713.
Gift med kung Fredrik I av Preussen 1708.  Äktenskapet arrangerades av greve von Wartenberg i hopp om fler tronarvingar. Hon kallades "Venus av Mecklenburg", men hade bara fått en ytlig bildning i musik och franska och beskrevs som lutherskt reserverad och allvarlig. 
Hon kunde inte ersätta sin företrädare vid hovet, klarade inte av de intriger hon utsattes för och blev osams med maken då hon försökte få honom att konvertera till den lutherska tron, och fördjupade sig i pietismen. Sophienkirche i Berlin namngavs efter henne.
Hon fick psykiska problem och skrämde maken, som trodde att hon var den legendariska "Vita dam" som kunde förutsäga hans död, och då hon inte längre kunde uppfylla sina officiella uppgifter sändes hon tillbaka till sin familj kort före hans död.
Lovisa dog 1735 och begravdes i Schelfkyrkan i Schwerin.